# Смирнова-Искандер, Александра Васильевна
Александра Васильевна Смирнова-Искандер (18 [30] ноября 1896, с. Солчино (сейчас — Луховицкого района Московской области) — 2000, Санкт-Петербург) — театральный режиссёр, ученица Мейерхольда. Автор мемуаров о студии Мейерхольда, артистах блокадного Ленинграда, книги воспоминаний о театре «О тех, кого помню». Сестра детской писательницы и критика Веры Смирновой.

## Биография
Александра Васильевна Смирнова родилась в 1896 году деревне Солчино Рязанской губернии в крестьянской семье.
Когда в 1898 году ее отец стал работать смотрителем в Императорской Академии художеств, Александра с матерью переехали в Санкт-Петербург.
В 1903 году отец получил должность артельщика в Русско-Азиатском банке и перевез семью в Новый Маргелан (сейчас — Фергана; c 1907 по 1924 г. город назывался Скобелев).
В 1911 году Александра окончила Скобелевскую женскую гимназию с золотой медалью и отправилась продолжать образование в Петербург. Год училась в Психоневрологическом институте, затем перешла на Бестужевские высшие женские курсы.
В 1914—1917 годах Александра и ее будущий муж Алексей Максимович Смирнов, студент Академии художеств, учились театральному искусству в студии Мейерхольда на Бородинской улице.
Вся дальнейшая творческая деятельность Смирновых проходила совместно: супруги вместе снимали фильмы, ставили спектакли, преподавали. Александра взяла себе сценический псевдоним «Искандер» (в юности она получила это прозвище от своих узбекских соседей).
В 1917 году А. В. Смирнова работала вместе с мужем в московской кинофирме П. Тимана и Ф. Рейнгардта, выпускавшей немые фильмы, известные как «Русская золотая серия». В фильме «Дикая охота» Александра была ассистентом режиссёра — Алексея Смирнова. В картине «Расплата» (по сценарию Смирновых) Александра играла главную роль.
В 1918 году Смирновы оказались в Киеве и в течение следующих двадцати лет (с небольшими перерывами) вся их деятельность была связана с Украиной. Они начали работать в киевской кинофабрике «Художественный экран». Организовали и в течение нескольких лет преподавали на собственных кино-драматических курсах.
В 1923—1927 годах Александра Смирнова вместе с мужем преподавали в Музыкально-драматическом институте им. Н. В. Лысенко (сейчас — Киевский национальный университет театра, кино и телевидения имени И. К. Карпенко-Карого).
В 1928 году Смирновы работали на Одесской кинофабрике ВУФУКУ и к десятилетию Октябрьской революции поставили по сценарию В. Маяковского фильм «Октябрюхов и Декабрюхов».
В 1918—1931 и 1934—1938 Смирновы работали как артисты и режиссёры в украинских театрах: с Лесем Курбасом в украинском театре-студии «Березіль» (сейчас — Харьковский государственный академический украинский драматический театр имени Т. Шевченко), с Гнатом Юрой в театре им. И. Франко (сейчас — Национальный академический драматический театр им. Ивана Франко), в Краснозаводском театре Харькова, Одесском театре им. Октябрьской революции. С 1926 года Смирновы руководили киевским Рабочим театром, с 1934 года — Донецким музыкально-драматическим театром.
В 1938 году Смирновы вернулись в Ленинград и возглавили Современный театр.
С началом войны Алексей Максимович Смирнов пошел работать на Кировский завод. В январе 1942 года он умер от истощения. Александра Васильевна Смирнова всю блокаду жила и работала в Ленинграде. Была художественным руководителем Ленинградской государственной эстрады, объединившей все фронтовые театры. А. В. Смирнова работала с артистами разных жанров — вокалистами, артистами драмы, конферансье, циркачами, чтецами, мастерами художественного слова. Бригады артистов отправлялись в воинские части, госпитали, бомбоубежища, на боевые корабли, призывные пункты, выступали перед жителями блокадного города. А. В. Смирнова предваряла их выступления коротким вступительным словом, зачитывала последние сводки Советского информбюро.
После войны А. В. Смирнова занималась режиссурой, создавая программы для артистов-чтецов, принимала активное участие в работе Ленинградского отделения ВТО (Всероссийского театрального общества). Она написала мемуары о Всеволоде Мейерхольде, Константине Станиславском, Генрихе Нейгаузе, Анне Ахматовой и других деятелях культуры.
А. В. Смирнова-Искандер умерла в Санкт-Петербурге в 2000 году, в возрасте 103 лет, сохранив до конца дней ясный ум, великолепную память и интерес к жизни. Ее обширный творческий архив хранится в Санкт-Петербургской государственной Театральной библиотеке.

## Воспоминания А. В. Смирновой-Искандер
- Смирнова А. В. В студии на Бородинской // Встречи с Мейерхольдом: Сборник воспоминаний. — М.: ВТО, 1967. — С. 84-113.
- Смирнова А. В. Дни испытаний // Без антракта. Актёры города Ленина в годы блокады. — Л.: Лениздат, 1970. — С. 188 −199.
- Смирнова-Искандер А. В. В 1917 году // Творческое наследие В. Э. Мейерхольда. — М.: ВТО, 1978. — С. 236—246.
- Смирнова-Іскандер О.В. Театральна Україна двадцятих років // Випереджаючи час / Г. К. Крижицький. — Київ : Мистецтво, 1984. — С. 97-157.
- Смирнова-Искандер А. В. О тех, кого помню. — Л.: Искусство, 1989. — 128 с.
- Смирнова-Искандер А. В. Воспоминания об Анне Ахматовой (Четыре встречи) / Вступит. заметка, подгот. текста и коммент. О. Д. Филатовой // «Я всем прощение дарую…». Ахматовский сборник. — М. — СПб.: Альянс-Архео, 2006.